# BLU Products
BLU Products（ビーエルユープロダクツ）は、アメリカ合衆国フロリダ州マイアミに本社を置く、携帯電話メーカーである。BLUは、Bold Like Usの略称。
2009年にブラジルの起業家サミュエル・オヘヴ・ザイオンによって設立された。
BLUのスマートフォンは、マイアミで設計され、中国の工場にてOEMで委託製造されている。販路はラテンアメリカ、カリブ海、米国を始めとした40カ国に展開されており、2016年時点で3000万以上のBLUユーザーがいる。
スマートフォンは主に低価格帯がメインとなっており、アメリカや西ヨーロッパ、中国などの低所得者や、コスタリカやブラジルなど平均所得が低い地域の人々がメインターゲットである。
2016年11月、BLU製のスマートフォンが利用者の同意なく個人データを収集し、上海にあるサーバに定期的に送信していたことを、セキュリティ企業Kryptowireが明らかにした。
2017年6月、ソフトバンク コマース＆サービスがGRAND X LTEとGRAND Mの2機種を日本向けに発表・発売した。

## リンク
- 公式ウェブサイト